# ピエール・ロバン
ピエール・ロバン（Pierre Robin　1982年11月1日- ）はフランスのアンギャン＝レ＝バン出身の柔道選手。階級は100kg超級。身長195cm。

## 人物
2001年のヨーロッパジュニア100kg超級で優勝した。2004年のU23ヨーロッパ選手権では優勝するが、アテネオリンピックには出場できなかった。2005年の世界選手権では銅メダルを獲得した。2006年のワールドカップ国別団体戦では3位だった。2008年のヨーロッパ選手権で3位になるが、テディ・リネールがいたために北京オリンピックには出場できなかった。世界選手権の無差別では5位だった。2011年のミリタリーワールドゲームズでは優勝を飾った。

## 主な戦績
- 2001年 - ヨーロッパジュニア　優勝
- 2004年 - U23ヨーロッパ選手権　優勝
- 2005年 - 世界選手権　3位
- 2006年 - ワールドカップ国別団体戦　3位
- 2008年 - ヨーロッパ選手権　3位
- 2008年 - 世界選手権　無差別　5位
- 2009年 - グランドスラム・パリ　3位
- 2009年 - グランドスラム・リオデジャネイロ　3位
- 2011年 - ミリタリーワールドゲームズ　優勝